# زمین‌لرزه ۱۹۶۰ اگادیر
زمین‌لرزه اگادیر  در تاریخ ۲۹ فوریه ۱۹۶۰ میلادی، برابر با ‎۹ اسفند ۱۳۳۸، ساعت ۲۳:۴۰:۱۲ به زمان یوتی‌سی در مراکش ، منطقه اگادیر رخ داد. بزرگی آن ۵٫۷ در مقیاس Mw اعلام شده‌است. زمین‌لرزه به وقت محلی در روز دوشنبه، ساعت ۲۳ روی داده و منطقه زمانی آن یوتی‌سی +۰ بوده‌است .
سازمان زمین‌شناسی آمریکا نیز جای این زمین‌لرزه را در مختصات ۳۰°۳۰′شمالی ۹°۳۰′غربی / ۳۰٫۵°شمالی ۹٫۵°غربی و بزرگی آنرا برابر با ۶٫۸ در مقیاس ریشتر اعلام کرده‌است.
شمار کشتگان زلزله حدود ۱۳۱۰۰ نفر بوده‌است.تعداد زخمیان ۲۵۰۰۰ نفر برآورده شده‌است.